# Arthur George Ziffo

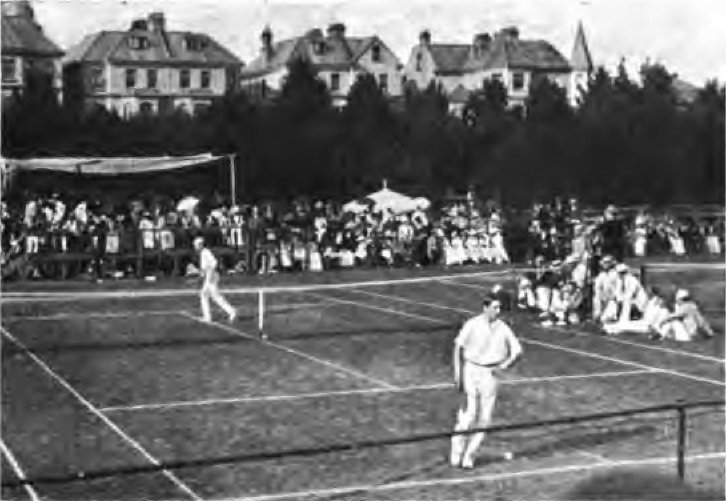
Finale von Eastbourne 1890, Ziffo gegen Baldwin

Arthur George Ziffo (* 11. August 1858 in London; † unbekannt) war ein englischer Tennisspieler.

## Karriere
Ziffo, der sich aufgrund geschäftlicher Verpflichtungen nie ganz dem Tennissport widmen konnte, erreichte 1887 das All-Comers-Finale der britischen Hallenmeisterschaften. In den Jahren 1888 bis 1890 gewann er das Turnier von Eastbourne. Im selben Zeitraum trat Ziffo auch bei den Wimbledon Championships an, bei denen er 1889 im Einzel bis ins Viertelfinale vordrang. Im Doppelwettbewerb von Wimbledon erreichte er 1888 an der Seite von Ernest George Meers das Halbfinale. 1891 unterlag er im Finale von Eastbourne Harry Sibthorpe Barlow und beendete im selben Jahr seine Tenniskarriere.
Ziffo, der eher klein gewachsen war, kam häufig ans Netz, um dort seine Stärke, den Volley, auszuspielen.

## Einzeltitel
| Nr. | Jahr | Turnier    | Finalgegner            | Ergebnis                |
| --- | ---- | ---------- | ---------------------- | ----------------------- |
| 1.  | 1888 | Eastbourne | Harry Sibthorpe Barlow | 4:6, 6:2, 7:5, 6:3      |
| 2.  | 1889 | Eastbourne | Harry Grove            | 4:6. 6:3. 1:6. 9:7. 6:4 |
| 3.  | 1890 | Eastbourne | James Baldwin          | 7:9, 6:1, 6:2, 7:5      |